# 潮州茶經
《潮州茶经》，翁輝東著，是關於工夫茶的重要著述，僅成“工夫茶”一篇，作于1957年的清明，以抄本行世。

## 外部連結
- 《潮州茶经》（简体中文）